# Gneisenau (Schiff, 1914)

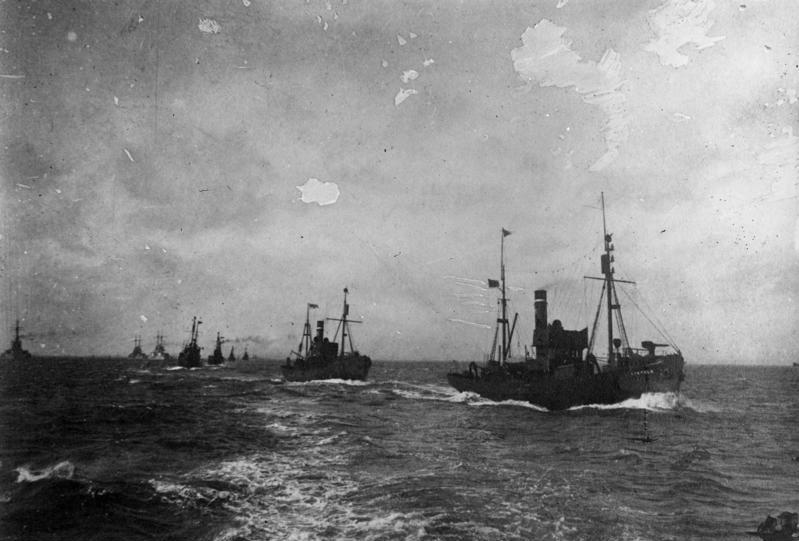
Auslaufende Vorpostenboote im Jahr 1914

Die Gneisenau war ein als Lotsen- und Vorpostenboot eingesetzter Fischdampfer der deutschen Kaiserlichen Marine.
Die Gneisenau wurde von der Schiffbaugesellschaft Unterweser AG Schichau für die F.A. Pust Reederei als Fischdampfer gebaut und trug die Baunummer 0103. Ausgeliefert wurde das Schiff am 19. August 1914.
Das Schiff wurde aufgrund des gerade ausgebrochenen Ersten Weltkriegs von der Kaiserlichen Marine requiriert und leistete unter der Bezeichnung „Weser B“ Kriegslotsen- und Hilfsdienste.